# Буряковое (Черкасская область)
Буряковое (укр. Бурякове) — посёлок в Чигиринском районе Черкасской области Украины.
Население по переписи 2001 года составляло 8 человек. Почтовый индекс — 20942. Телефонный код — 4730.

## Местный совет
20940, Черкасская обл., Чигиринский р-н, с. Ивановка